# Alfred Jarry
Alfred Jarry (8. září 1873 Laval, Mayenne – 1. listopadu 1907 Paříž) byl francouzský básník, romanopisec a dramatik. Jeho nejznámějším dílem je Král Ubu, které bývá chápáno jako předchůdce absurdního dramatu. Jarry je rovněž autorem vědecké parodie známé pod jménem 'patafyzika (Jarry požadoval psaní s apostrofem).

## Život
Alfred Jarry se narodil do velkoobchodnické rodiny. V pěti letech nastoupil do Petit lycée de Laval, aby pak ve studiích pokračoval v Saint-Brieucu a posléze v Rennes. Mezi léty 1885 a 1888 sepsal již několik komedií ve verších i v próze. Na gymnáziu v Rennes jej zaujal profesor fyziky jménem Hébert, který pro své žáky ztělesňoval veškerou směšnost světa. Hébert se stal hlavním hrdinou Jarryho studentské literatury, z níž lze jmenovat především text nazvaný Poláci (Les Polonais). Rok před maturitou Jarry tento text přetvořil do formy komedie, čímž vznikla první verze Krále Ubu (zde však hlavní hrdina nesl jméno Ébé – vzniklé nedbalou výslovností profesorova jména – transformace na Ubu přišla až o osm let později).
V létech 1891–1892 byl Bergsonovým žákem a spolužákem Léona-Paula Fargua a Alberta Thibaudeta na Gymnáziu Jindřicha IV. (Lycée Henri IV). Po maturitě se neúspěšně pokusil složit přijímací zkoušky na École normale supérieure (obdoba pedagogického institutu). Díky své publikační činnosti se Jarry seznámil s Marcelem Schwobem, zvláště pak s Alfredem Valettem (vydavatelem časopisu Mercure de France) a jeho ženou Rachilde, v jejichž domě v roce 1894 poprvé uvedl svou hru Král Ubu (Ubu roi). Spolupracoval s Mercure de France a s Revue Blanche. O dva roky později získal místo v blízkosti Lugné-Poa, který mu svěřil program Théâtre de l'Œuvre, kde se 10. prosince 1896 konala premiéra Krále Ubu. Premiéra doslova šokovala francouzské publikum, které se nedařilo několikrát během hry udržet v sedadlech.

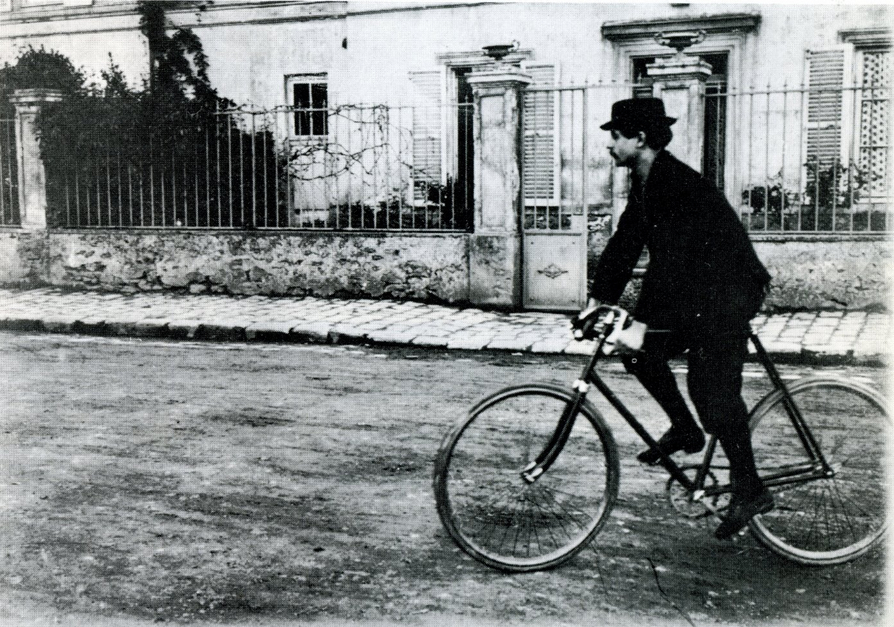
Fotografie Alfreda Jarryho na velocipedu v Alforville

Od té doby publikoval díla zabývající se především osobností otce Ubu. Od roku 1894 do roku 1895 řídil spolu s Remy de Gourmontem tříměsíčně vycházející Ymagier („Sbírka starých i nových rytin námětem studijně uměleckým a filologickým“). V roce 1896 se udála napolo mytická událost koupě jízdního kola Clément Luxe 96 course sur piste, které se stalo Jarryho průvodcem po zbytek jeho života. Později založil i Perhinderion, který stačil vyjít jen ve dvou číslech. V roce 1897 vyčerpal veškeré své dědictví (především za vydávání časopisu Ymagie), ale stačil si pořídit loď L'As, která vešla do literatury v knize o doktoru Faustrollovi. Po dobu asi šestí měsíců Jarry bydlel u svého přítele a avantgardního malíře Henriho Rousseaua, se kterým se Jarry seznámil na jeho výstavě. Posléze se dlouhodoběji usadil na ulici Cassette, v Paříži.
Mezi jeho druhé nejvýznamnější souborné dílo patřily Skutky a názory doktora Faustrolla, patafyzika, které bylo vydáno až posmrtně (na Jarryho přání, aby kniha vyšla až v době, která ji bude s to pochopit) a které ’patafyziku zobrazuje jako „vědu imaginárních výsledků“. Znovuzrození patafyziky nastalo v roce 1948 po založení Collegium Pataphysicum. Toto Collegium pravidelně uděluje Řád velkého panděra, jehož nositeli se mohou stát jedině ti, již mají přinejmenším čtyři libovolné předky a méně jak tři oči. Mezi významnými nositeli tohoto řádu potkáváme: Eugèna Ionesca, Borise Viana, Jacquese Préverta a další.

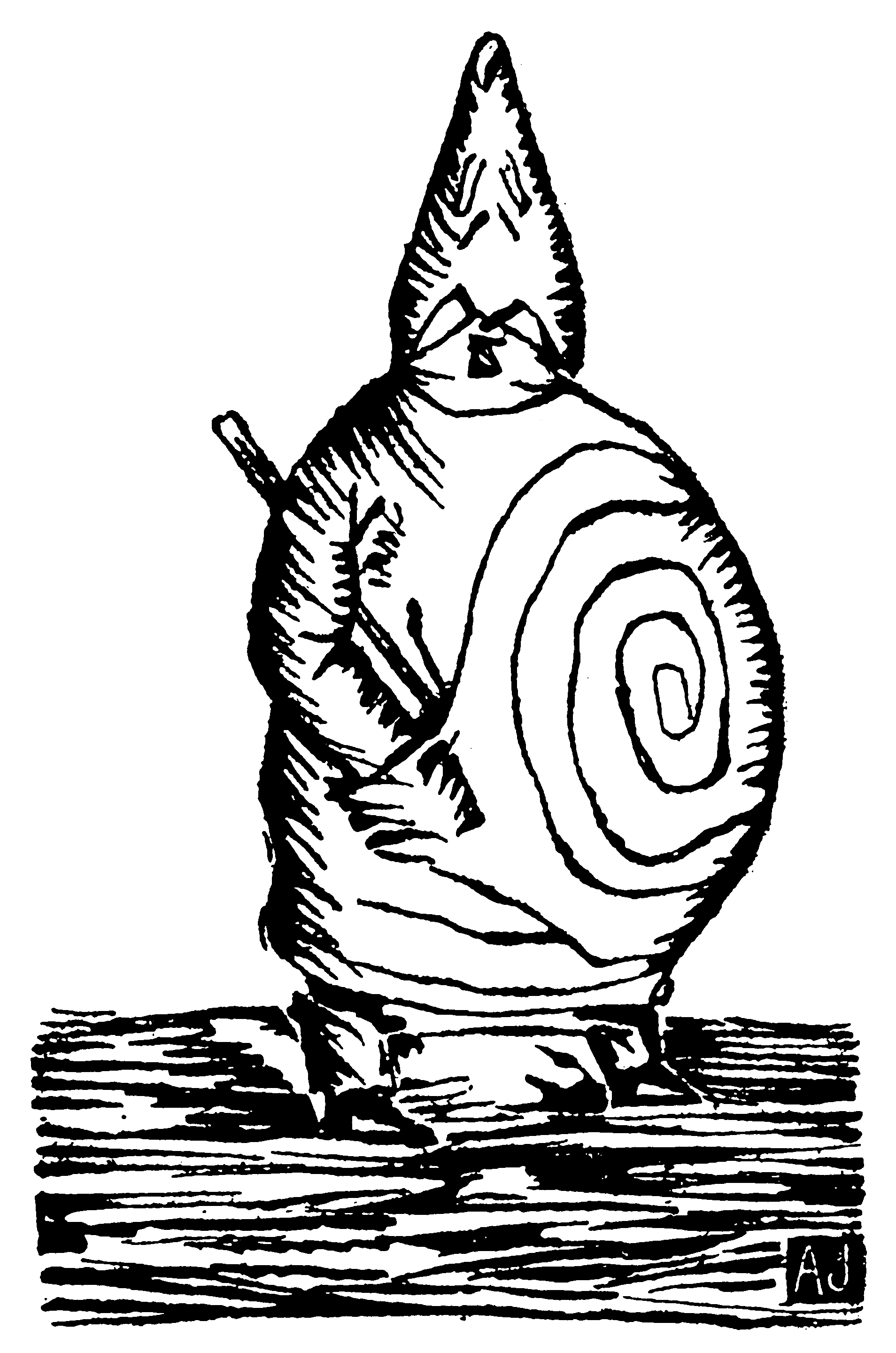
Skutečný portrét Otce Ubu; dřevoryt Alfreda Jarryho

Výrazně se přizpůsobil jeho osobnosti a dával přednost principu bezprostředního potěšení nad pocit reality. Jarry žil tak, jak uznával za vhodné, jak se jemu samotnému vyhovovalo. Ctil zásadu Carpe diem a pravděpodobně kvůli alkoholismu se soustřeďoval na požitky okamžiku a opovrhoval dlouhodobým úspěchem. Žil život jen s několika klíčovými prvky, které mu bohatě stačily ke spokojenosti: kolo, revolver a absint. Revolver používal často místo cyklistického zvonku, kolo zase jako výhradní dopravní prostředek a absint se pro něj stal životním symbolem. Na zbytku jeho inventáře jako by Jarrymu nezáleželo. Žil v nájemním domě s polovičním stropem, byl nucen psát v leže, vlasy měl ustavičně od vápenného stropu a vlastnil nábytku vyloženě poskrovnu (za zmínku stojí snad jen jeho postel sloužící zároveň i jako kanape). Údajně ve své knihovně choval jen čtyři nebo pět knížek, z nichž lze jmenovat především Françoise Rabelaise, který se stal výchozím dílem Jarryho tvorby. Humor mu umožňoval dosáhnout vyšší svobody. „Jarry už nehrál Ubua na scéně, ale ve městě. Byl tak zrcadlem hlupákům, kterým ukazoval nestvůru, jakou všichni do jednoho byli.“ (G. E. Glancier)
28. května 1906 Jarry napsal v dopise Rachilde: „Otec Ubu netrpí žádnou chorobou jater, srdce, ledvin, ba ani močových cest. Je jednoduše vyčerpán a jeho životní kotel nevybouchne, nýbrž uhasne. Docela pomalu se zastaví jako schvácený motor.“ Vyčerpán, nemocný a obtěžovaný věřiteli, Jarry neustále konal cesty z Paříže do Lavalu a zpět. Zemřel o šest měsíců později v nemocnici de la Charité 1. listopadu 1907. Je zaznamenáno, že jeho poslední přání bylo, aby mu donesli párátko.
Jarryho poslední věta dovršuje jeho dílo vyznačující se silně hořkou groteskností, jež dokáže zesměšnit i tu nejupřímnější lidskou vážnost v podobě smrti. Byl rovněž zakladatelem patafyziky, vědního oboru, který se pídil po rozboru dekonstrukce reality a její znovuspojení v absurditě. Jarry je jedním z prvních inspirátorů surrealismu, absurdního divadla a moderní literatury vůbec.

## Ukázka díla
„Pochopil jsem, že doktor mluví o odlivu země, a napadlo mě, že jeden z nás je opilý a že půda prchá do nadiru jako potenciální dolejšek, uloupený zlým snem. Teď vím, že kromě kolísání svých šťáv, jakož i diastol a systol, pohánějících její krevní oběh, Země napíná mezižeberní svalstvo a dýchá podle rytmu měsíce; ale pravidelnost tohoto dechu je mírná a málokdo o ní ví.“
Skutky a názory doktora Faustrolla, patafysika.

### Posmrtně vydaná díla
- Gestes et opinions du docteur Faustroll, pataphysicien (Skutky a názory doktora Faustrolla, patafyzika; 1911)
- Spéculations (Spekulace; 1911)
- Pantagruel (opera poprvé sehraná v roce 1911, s hudbou Clauda Terrasse)
- La Dragonne (Dračice; 1943)
- La Chandelle verte (1969)
- Pieter de Delft (1974), směšná opera
- Jef (1974)
- Le manoir enchanté (1974), směšná opera napsaná v roce 1905
- L'amour maladroit (Nešikovná láska; 1974), opereta
- Le bon roi Dagobert (Dobrý král Dagobert; 1974), směšná opera
- Léda (1981), směšná opereta

### Překlady
- La ballade du vieux marin (The ancient mariner Samuela Taylora Coleridge; 1893)
- Les silènes (1900, částečný překlad německého díla Christiana Dietricha Grabbe)
- Olalla (1901, Stevensonova novela)
- La papesse Jeanne (román Emmanuela Rhoïdèse, přeloženo z řečtiny)

### Spolupráce s francouzskými časopisy
- Écho de Paris
- L’Art de Paris
- Essais d’art libre
- Le Mercure de France
- La Revue blanche
- Le Livre d’art
- La Revue d’art
- L’Omnibus de Corinthe
- Renaissance latine
- Les Marges
- La Plume
- L’Œil
- Le Canard sauvage
- Le Festin d’Ésope
- Vers et prose
- Poésia
- Le Critique